# Первый Бекеш
Первый Бекеш — река на полуострове Камчатка в России. Протекает по территории Усть-Камчатского района. Длина реки — 18 км.
Начинается на северном склоне хребта Кумроч к югу от Кузнецовского перевала, течёт по горам в общем северо-западном направлении. Впадает в реку Большая Хапица (в её протоку Старая Хапица) справа на расстоянии 41 км от её устья. Крупных притоков не имеет.
По данным государственного водного реестра России, относится к Анадыро-Колымскому бассейновому округу. Код водного объекта — 19070000112120000017848.